# Bugarama
Bugarama es una comuna de la provincia de Rumonge en Burundi. En agosto de 2008 tenía una población censada de 30 482 habitantes.
Se encuentra ubicada al suroeste del país, cerca de la orilla sudoriental del lago Tanganica. 